# Gunnaltasjön
Gunnaltasjön är en sjö i Ljungby kommun i Småland och ingår i Lagans huvudavrinningsområde. Sjön har en area på 0,293 kvadratkilometer och ligger 161 meter över havet. Sjön avvattnas av vattendraget Ålkistebäcken. Vid provfiske har abborre och gädda fångats i sjön.

## Delavrinningsområde
Gunnaltasjön ingår i det delavrinningsområde (628631-135242) som SMHI kallar för Namn saknas. Medelhöjden är 169 meter över havet och ytan är 5,85 kvadratkilometer. Det finns inga avrinningsområden uppströms utan avrinningsområdet är högsta punkten. Ålkistebäcken som avvattnar avrinningsområdet har biflödesordning 3, vilket innebär att vattnet flödar genom totalt 3 vattendrag innan det når havet efter 61 kilometer. Avrinningsområdet består mestadels av skog (52 procent) och sankmarker (29 procent). Avrinningsområdet har 0,46 kvadratkilometer vattenytor vilket ger det en sjöprocent på 1,1 procent.